# Vigna subterranea

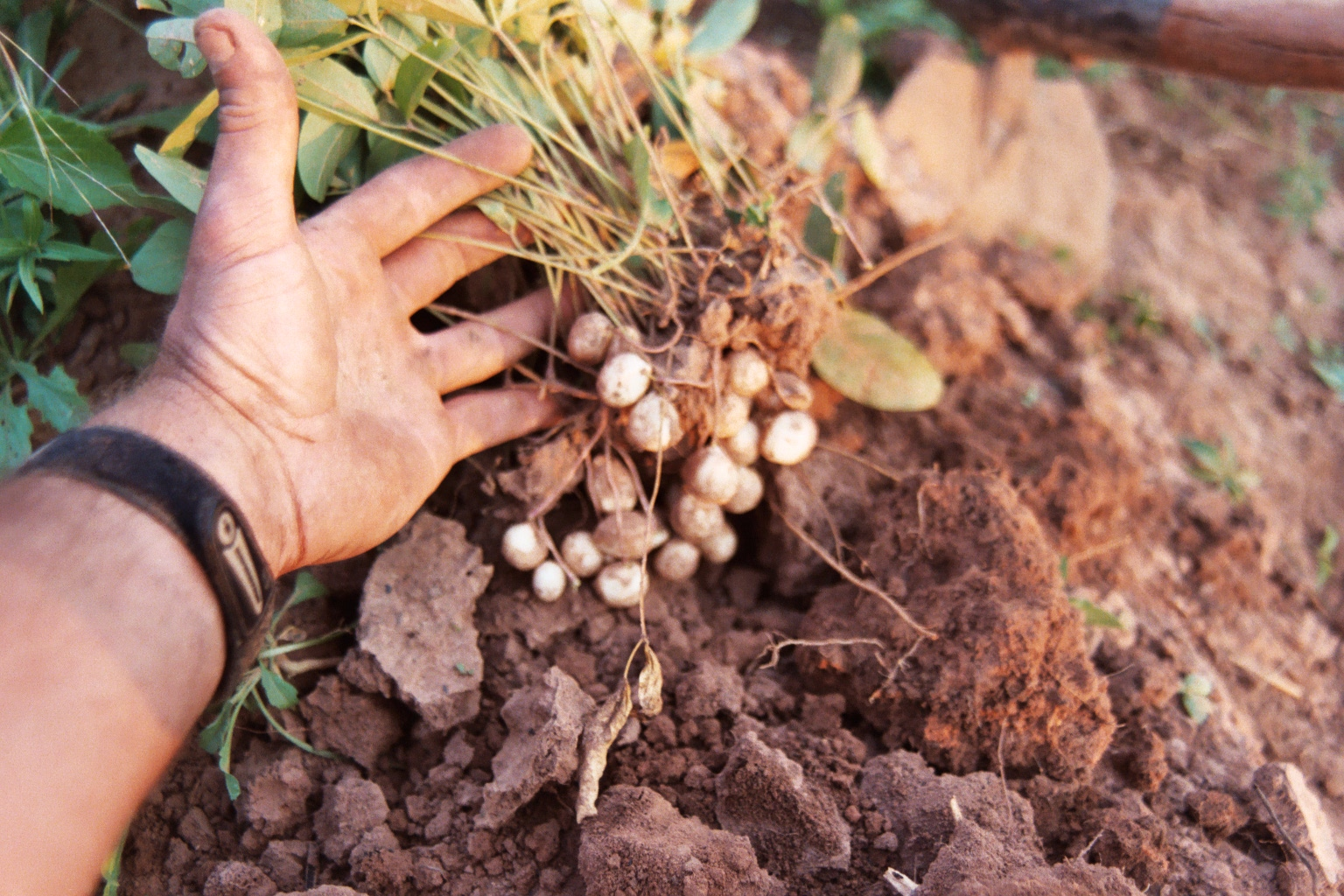
Свіжозібрані горіхи бамбара

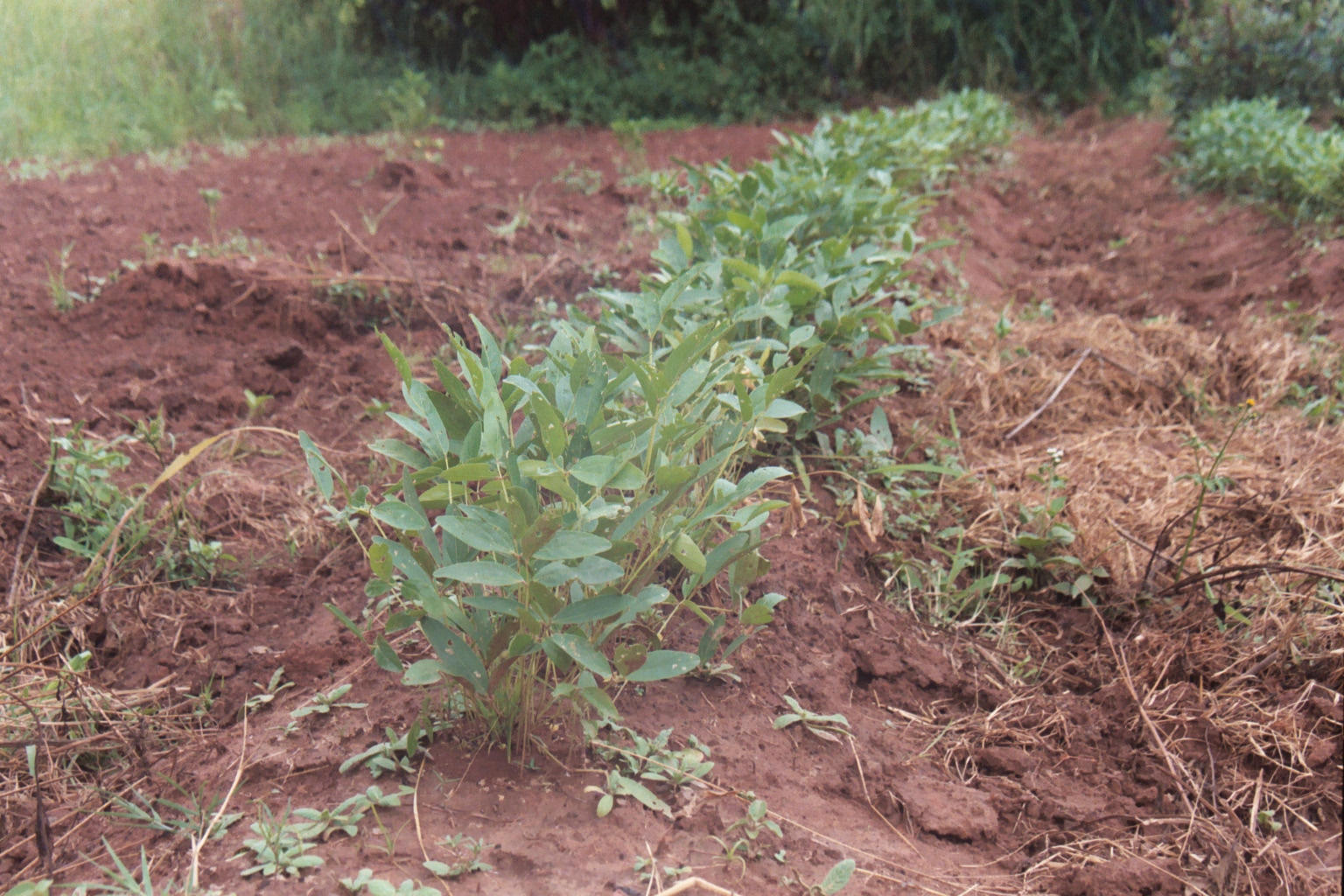
Бамбара в полі

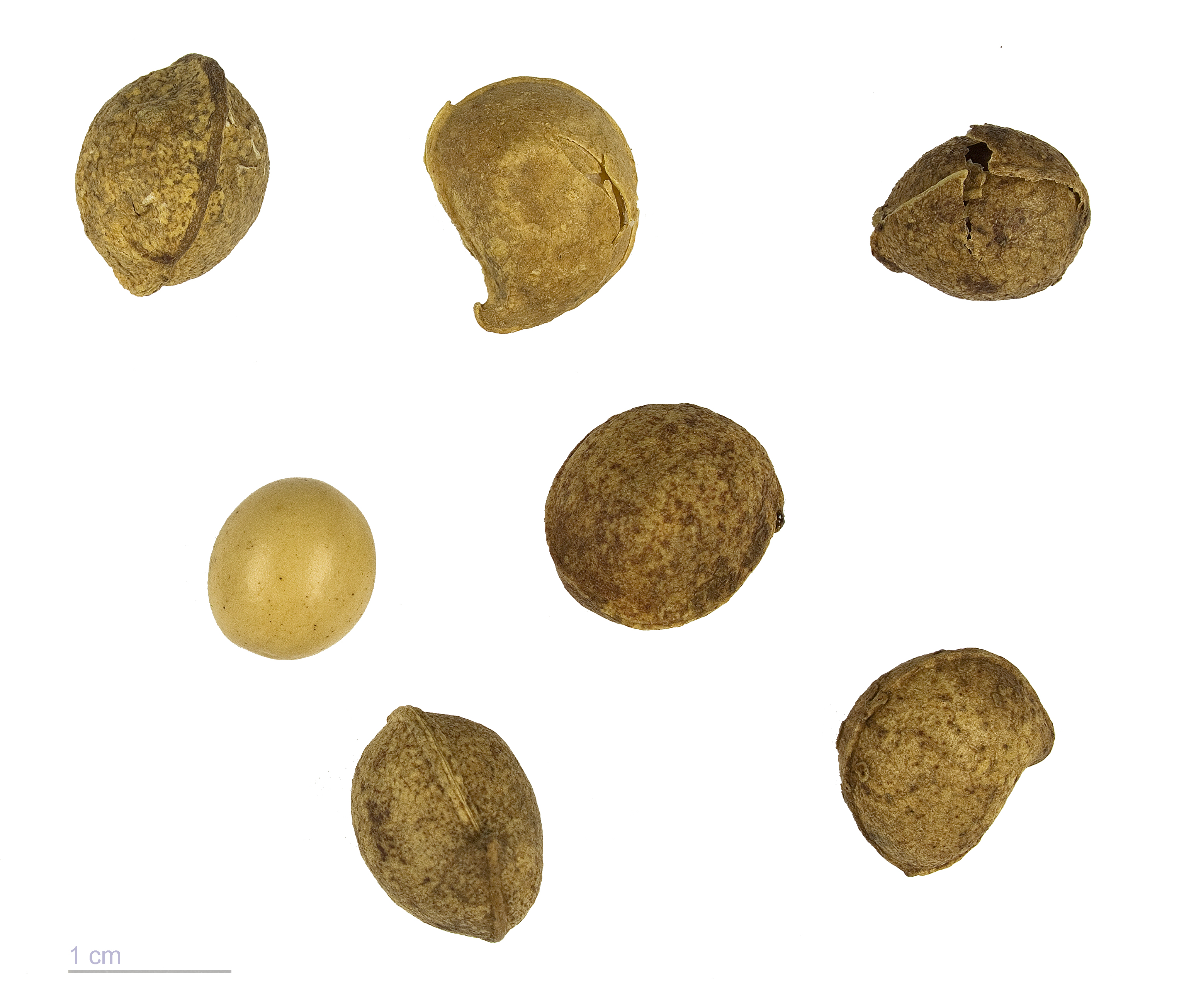
Vigna subterranea — MHNT

Земляний горіх бамбара, горіх бамбара, біб бамбара, губер Конго, земляний горох, земляний біб, або арахіс свинячий (Vigna subterranea) — представник родини Fabaceae. Рослина походить із Західної Африки. Стручки Vigna subterranea дозрівають під землею, так само, як арахіс. Їх можна вживати в свіжому вигляді або відварювати після висихання, а також змолоти свіжими або висушеними для приготування пудингів.

### Походження та вирощування
Походження бамбарського арахісу — Західна Африка а регіон вирощування — теплі тропіки Африки на південь від Сахари. Горіх бамбара добре росте скрізь, де росте земляний горіх (арахіс), і тому він широко присутній від штату Квара та по всій північній частині Нігерії.

### Важливість
Бамбара — третя за значущістю зернобобова культура в напівпосушливій Африці. Вона стійкий до високих температур і підходить для маргінальних грунтів, де неможливо вирощувати інші бобові культури.
Арахіс бамбара має поживну цінність від 57,9 % до 61,7 % вуглеводів та 24,0 % до 25,5 % вмісту білка. Повідомляється про антимікробну активність проти клебсієли пневмонії, синьогнійної палички, золотистого стафілокока, кишкової палички, палички цереусу, Candida albicans (дріжджі) та аспергілуса нігер (цвіль).
Коричнева шкірка демонструє найвищу концентрацію рутину та мірицетину серед флавоноїдів, тоді як червона мала найвищі концентрації хлорогенової та елагової кислоти серед сполук таніну.

## Використання

### Кулінарне вживання

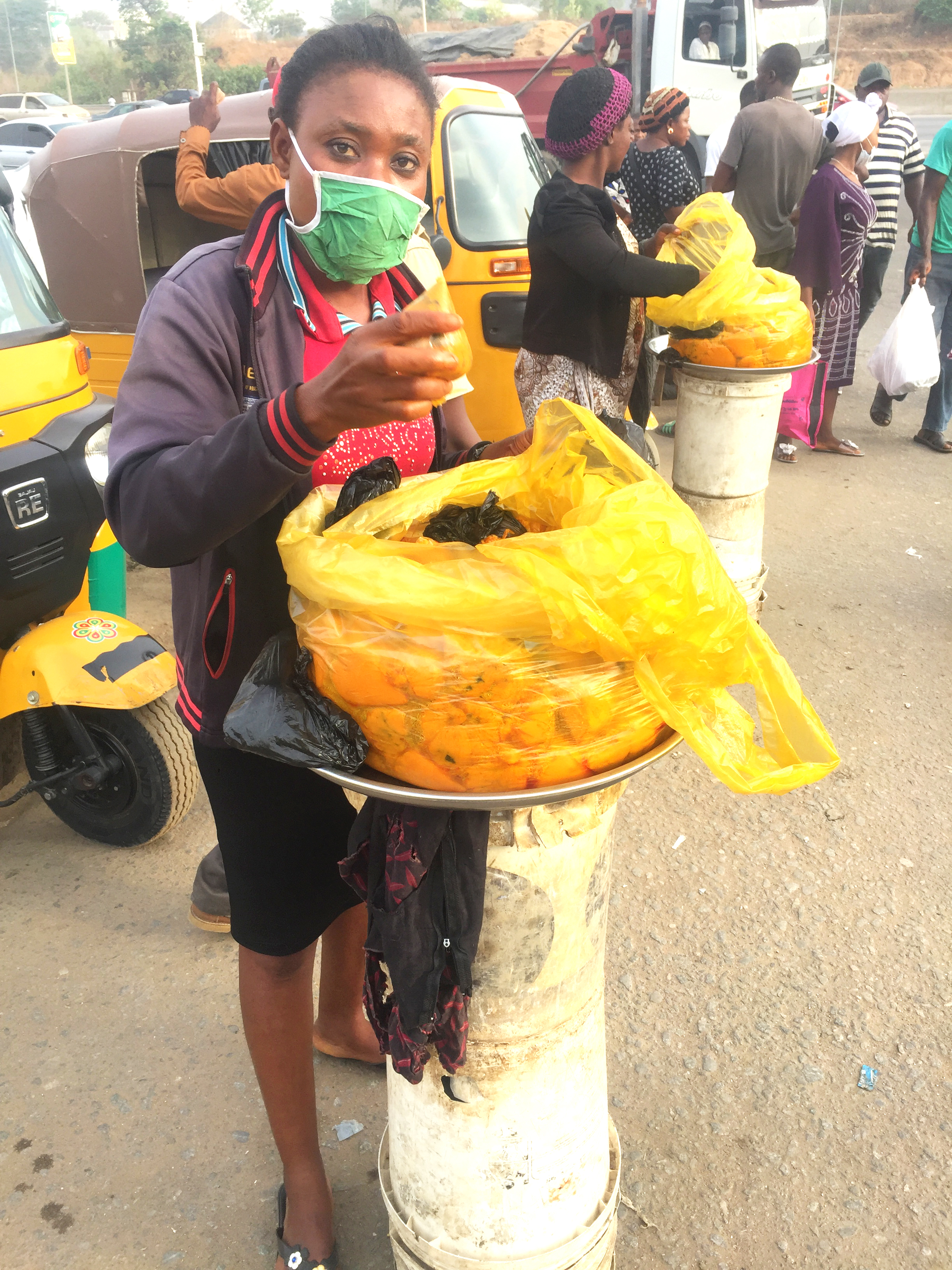
Продаж окпи з борошна бамбари, Нігерія

Насіння використовуються в їжу та напої через високий вміст білка Рослина може поліпшувати ґрунту через фіксацію азоту. У Західній Африці її їдять як закуску, обсмажують і солять, роблять пиріг або як страву, варять подібно до інших бобів.
У Південно-Східній Нігерії, особливо в Енугу, сушені боби бамбари подрібнюють у порошок, потім змішують з пальмовою олією, водою та листям гарбуза, а потім висипають в обгортки з бананових листів або 1-літрові целофанові пакети, перш ніж розварити їх щоб зробити страву «окпа», що поширена на сніданок. Під час сезону дощів у багатьох частинах центральної Нігерії свіжі боби бамбари готують із шкаралупою на них, а потім їдять як закуску.

### Вимоги до ґрунту
Оптимальними ґрунтами для виробництва земляного горіха Бамбара є піщані ґрунти для запобігання заболоченню. Оптимальна глибина ґрунту — від 50 до 100 см, з легкою текстурою ґрунту. Родючість ґрунту повинна бути низькою а рН ґрунту найкраще підходить від 5 до 6,5 і не повинен бути нижче 4,3 або вище 7

### Спосіб вирощування
Система врожаю напівперманентна, і земляний горіх Бамбара можна культивувати як окрему культуру, так і як міжсівну для культур — сорго, просо, кукурудза, арахіс, ямс і маніока.
Земляний горіх бамбара в основному культивується як сумісну культуру, проте щільність посадки коливається від 6 до 29 рослин на квадратний метр. Для лісових саван Кот-д'Івуару найбільший урожай досягається при густоті рослин 25 рослин на квадратний метр.

### Виробництво
Світове виробництво Vigna subterranea збільшилося з 29 800 тонн у 1972 році до 79 155 тонн у 2015 році.
| Рік виробництва 2013 (Джерело FAOSTAT) | Площа збирання (га) | Урожайність (кг/га) | Виробництво (тонн) |
| -------------------------------------- | ------------------- | ------------------- | ------------------ |
| Малі                                   | 120 000             | 9 498               | 113 981            |
| Нігер                                  | 68 000              | 4,412               | 30 000             |
| Буркіна-Фасо                           | 55 000              | 8 909               | 49 000             |
| Камерун                                | 43 392              | 8 444               | 36 639             |
| Демократична Республіка Конго          | 4828                | 750                 | 14 000             |
| Світ                                   | 315,392             | 7724                | 243 620            |

## Фізіологія

### Зростання
Цикл зростання становить (мінімум-максимум) 90–170 днів а в оптимальних умовах цикл становить приблизно 120—150 днів до дозрівання стручків. Квіти з'являються через 40–60 днів після посадки. Через 30 днів після запилення стручок досягає зрілості і ще протягом 55 днів насіння повністю розвиваються. Кожні 30 днів вони виробляються знову.

### Генеративне відтворення
Генеративне розмноження для бамбарського арахісу-автогамне (самозапліднення) та клейстогамне (самозапилення).